# Slotket

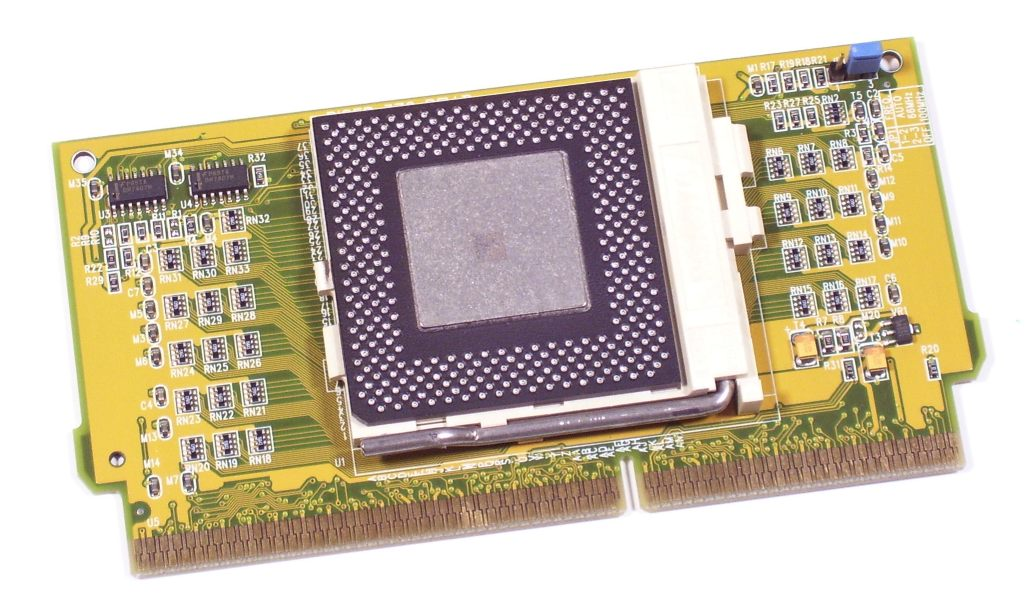
Socket 370 Slotket adapter

SlotKet ou slocket ou slotket ou slot-socket est un mot-valise utilisé à la fin des années 90 combinant slot et socket, et désignant un adaptateur permettant l'utilisation de processeurs au format PGA sur une carte mère pourvue d'une embase de format fente (slot), en particulier Slot 1.

Ces adaptateurs concernent en particulier les processeurs en format PPGA et les cartes mères au format Slot 1.